# Batracomorphus ganymede
Batracomorphus ganymede är en insektsart som beskrevs av Knight 1983. Batracomorphus ganymede ingår i släktet Batracomorphus och familjen dvärgstritar. Inga underarter finns listade i Catalogue of Life.